# 加里·韦斯特
加里·韦斯特（英語：Gary West，1960年6月8日—2017年8月20日），澳大利亚男子自行车运动员。他曾代表澳大利亚参加1982年英联邦运动会自行车比赛，获得一枚金牌。他也曾参加1984年夏季奥林匹克运动会。